# Женишке (Западно-Казахстанская область)
Женишке (каз. Жеңішке) — село в Чингирлауском районе Западно-Казахстанской области Казахстана. Входит в состав Ащысайского сельского округа. Код КАТО — 276637300.

## Население
В 1999 году население села составляло 247 человек (119 мужчин и 128 женщин). По данным переписи 2009 года, в селе проживали 93 человека (43 мужчины и 50 женщин).